# Hipparchia caroli
Hipparchia caroli is een vlinder uit de onderfamilie Satyrinae van de familie Nymphalidae. De wetenschappelijke naam van de soort is voor het eerst geldig gepubliceerd in 1933 door Lionel Walter Rothschild.